# 直見村
直見村（なおみむら）は、大分県南海部郡にあった村。現在の佐伯市の一部にあたる。

## 地理
番匠川支流・久留須川の中下流域に位置していた。

## 歴史
- 1889年（明治26年）4月1日、町村制の施行により、南海部郡上直見村、下直見村が合併して村制施行し、直見村が発足[1][2]。旧村名を継承した上直見、下直見の2大字を編成[2]。
- 1951年（昭和26年）4月1日、南海部郡川原木村と合併し、直川村を新設して廃止された[1][2]。

## 産業
- 農業

## 交通

### 鉄道
- 1920年（大正9年）国有鉄道豊州本線（現日豊本線）が開通し、神原駅（現直川駅）、直見駅開設[2]。